# Pteromalus myopites
Pteromalus myopites är en stekelart som beskrevs av De Stefani Perez 1901. Pteromalus myopites ingår i släktet Pteromalus och familjen puppglanssteklar.
Artens utbredningsområde är Italien. Inga underarter finns listade i Catalogue of Life.